# Sparks of Ancient Light
Sparks of Ancient Light  è un disco di Al Stewart pubblicato nel 2008

## Tracce
Tutte le canzoni scritte da Al Stewart
1. "Lord Salisbury" - 3:26
2. "(A Child's View Of) The Eisenhower Years" - 3:11
3. "The Ear of the Night" - 3:06
4. "Hanno the Navigator" - 4:17
5. "Shah of Shahs" - 5:03
6. "Angry Bird" - 2:42
7. "The Loneliest Place on the Map" - 3:31
8. "Sleepwalking" - 4:31
9. "Football Hero" - 5:38
10. "Elvis at the Wheel" - 3:10
11. "Silver Kettle" - 3:56
12. "Like William McKinley" - 4:15

## Musicisti
- Al Stewart - voce, chitarra acustica, tastiere
- Laurence Juber – chitarra acustica ed elettrica
- Jim Cox - pianoforte, organo
- Domenic Genova – chitarra basso
- John "Hot Fat Reynolds" Ferraro - batteria, percussioni
- Eric Gorfain: Violino
- Daphne Chen: Violino
- Leah Katz: Viola
- Richard Dodd: Violoncello
- Rick Baptist: Tromba